# 西瑞江
西瑞江（にしみずえ）は、東京都江戸川区南東部・中部の地名・町名。現行行政地名は西瑞江三丁目から西瑞江五丁目。住居表示は未実施。

## 地域
隣接する地域は、北は春江町三・五丁目および一之江八丁目、東は東瑞江三丁目・瑞江四丁目、南は江戸川三・四・五・六丁目、西は春江町四・五丁目。
江戸川区南東部から中部に位置し、北東－南西に細長い町域をしている。地区の中央を南北に新中川が貫流しており、西瑞江四丁目は川を挟んで東西に分断されている。
以前は西瑞江一丁目・二丁目が存在していたが、一丁目は2004年（平成16年）11月1日をもって瑞江一丁目・瑞江三丁目に、二丁目は2014年（平成26年）11月4日をもって東瑞江三丁目・瑞江四丁目に、それぞれ編入され消滅した。

### 地価
住宅地の地価は、2025年（令和7年）1月1日の公示地価によれば、西瑞江5丁目14番46の地点で36万1000円/m2となっている。

## 成立
1938年（昭和13年）、町名地番整理により西瑞江一丁目〜五丁目が成立した。一・二丁目は前述のとおりすでに消滅している。住居表示は未実施である。

## 世帯数と人口
2025年（令和7年）1月1日現在（江戸川区発表）の世帯数と人口は以下の通りである。
| 丁目         | 世帯数    | 人口     |
| ------------ | --------- | -------- |
| 西瑞江三丁目 | 4,224世帯 | 7,722人  |
| 西瑞江四丁目 | 1,757世帯 | 3,435人  |
| 西瑞江五丁目 | 1,839世帯 | 3,792人  |
| 計           | 7,820世帯 | 14,949人 |

### 人口の変遷
国勢調査による人口の推移。
| 年                 | 人口   |
| ------------------ | ------ |
| 1995年（平成7年）  | 20,589 |
| 2000年（平成12年） | 20,184 |
| 2005年（平成17年） | 17,678 |
| 2010年（平成22年） | 17,491 |
| 2015年（平成27年） | 15,080 |
| 2020年（令和2年）  | 15,077 |

### 世帯数の変遷
国勢調査による世帯数の推移。
| 年                 | 世帯数 |
| ------------------ | ------ |
| 1995年（平成7年）  | 7,809  |
| 2000年（平成12年） | 8,286  |
| 2005年（平成17年） | 7,539  |
| 2010年（平成22年） | 7,798  |
| 2015年（平成27年） | 6,776  |
| 2020年（令和2年）  | 7,146  |

## 学区
区立小・中学校に通う場合、学区は以下の通りとなる（令和5年4月より）。なお、江戸川区では学校選択制度を導入しており、区内全域から選択することが可能。。
| 丁目         | 番地                                    | 小学校                     | 中学校                   |
| ------------ | --------------------------------------- | -------------------------- | ------------------------ |
| 西瑞江三丁目 | 1〜5番 11〜14番                         | 江戸川区立下鎌田小学校     | 江戸川区立瑞江第二中学校 |
| 西瑞江三丁目 | その他                                  | 江戸川区立瑞江小学校       | 江戸川区立瑞江中学校     |
| 西瑞江四丁目 | 5〜9番                                  | 江戸川区立瑞江小学校       | 江戸川区立瑞江中学校     |
| 西瑞江四丁目 | その他                                  | 江戸川区立一之江第二小学校 | 江戸川区立二之江中学校   |
| 西瑞江五丁目 | 8〜9番 12番以降                         | 江戸川区立一之江第二小学校 | 江戸川区立二之江中学校   |
| 西瑞江五丁目 | 1〜3番 6〜7番                           | 江戸川区立二之江小学校     | 江戸川区立二之江中学校   |
| 西瑞江五丁目 | 4〜5番、10〜11番 （いずれも環七の東側） | 江戸川区立二之江小学校     | 江戸川区立二之江中学校   |
| 西瑞江五丁目 | 4〜5番、10〜11番 （いずれも環七の西側） | 江戸川区立一之江第二小学校 | 江戸川区立二之江中学校   |

## 事業所
2021年（令和3年）現在の経済センサス調査による事業所数と従業員数は以下の通りである。
| 丁目         | 事業所数  | 従業員数 |
| ------------ | --------- | -------- |
| 西瑞江一丁目 | 149事業所 | 771人    |
| 西瑞江二丁目 | 69事業所  | 459人    |
| 西瑞江三丁目 | 113事業所 | 1,450人  |
| 計           | 331事業所 | 2,680人  |

### 事業者数の変遷
経済センサスによる事業所数の推移。
| 年                 | 事業者数 |
| ------------------ | -------- |
| 2016年（平成28年） | 329      |
| 2021年（令和3年）  | 331      |

### 従業員数の変遷
経済センサスによる従業員数の推移。
| 年                 | 従業員数 |
| ------------------ | -------- |
| 2016年（平成28年） | 2,461    |
| 2021年（令和3年）  | 2,680    |

## 交通

### 公共交通
町域内に鉄道駅は存在しないが、川以東では隣接する瑞江に1路線1駅が、川以西では隣接する一之江に1路線1駅があるため、地域住民の鉄道交通機関の利用に困難は少ない。以下に最寄駅を挙げる。
鉄道
- 東京都交通局
  - 新宿線：瑞江駅（瑞江）/一之江駅（一之江）

路線バス

### 道路・橋梁
道路
- 東京都道50号東京市川線（新大橋通り）
- 東京都道318号環状七号線（環七通り）
- 鎌田西通り
- 今井街道
- 明和橋通り
- 二之江中央通り

橋梁
- 明和橋（新中川。西瑞江三丁目 - 一之江三丁目）
- 瑞江大橋（新中川。西瑞江三丁目 - 一之江八丁目）
- 新今井橋（新中川。西瑞江四丁目地内）

## 施設
教育
- 江戸川区立瑞江小学校

### 廃止された施設
- 今井無軌条電車自動車営業所 - 都営トロリーバスの関連施設。

## その他

### 日本郵便
- 集配担当する郵便局と郵便番号は以下の通りである[18]。

| 丁目                         | 郵便番号 | 郵便局       |
| ---------------------------- | -------- | ------------ |
| 3丁目、4丁目3〜9番           | 132-0015 | 江戸川郵便局 |
| 4丁目1〜2番・10〜27番、5丁目 | 134-0015 | 葛西郵便局   |